# Кубок Південної Кореї з футболу 2025
Кубок Південної Кореї з футболу 2025 — 30-й розіграш головного кубкового футбольного турніру у Південній Кореї.

## Календар
| Раунд        | Дата               | Матчі | Клуби   |
| ------------ | ------------------ | ----- | ------- |
| Перший раунд | 8–9 березня 2025   | 15    | 59 → 44 |
| Другий раунд | 19–23 березня 2025 | 16    | 44 → 28 |
| Третій раунд | 16 квітня 2025     | 12    | 28 → 16 |
| 1/8 фіналу   | 14 травня 2025     | 8     | 16 → 8  |
| 1/4 фіналу   | 2 липня 2025       | 4     | 8 → 4   |
| 1/2 фіналу   | 20–27 серпня 2025  | 4     | 4 → 2   |
| Фінал        | 6 грудня 2025      | 1     | 2 → 1   |

## 1/8 фіналу
| Команда 1         | Рахунок      | Команда 2            |
| ----------------- | ------------ | -------------------- |
| 14 травня 2025    |              |                      |
| Канвон            | 2:1          | Сіхин Сітізен (3)    |
| Теджон Сітізен    | 2:3          | Чонбук Хьонде Моторс |
| Кімпхо (2)        | 2:1          | Пхохан Стілерс       |
| Анян              | 1:2          | Тегу                 |
| Теджон Кораїл (3) | 1:2          | Сеул                 |
| Сувон             | 1:1 пен. 3:4 | Кванджу              |
| Ульсан Хьонде     | 3:0          | Інчхон Юнайтед (2)   |
| Пучхон 1995 (2)   | 3:1 дч       | Кімчхон Санму (1)    |

## 1/4 фіналу
| Команда 1    | Рахунок | Команда 2            |
| ------------ | ------- | -------------------- |
| 2 липня 2025 |         |                      |
| Сеул         | 0:1     | Чонбук Хьонде Моторс |
| Кімпхо (2)   | 1:3     | Пучхон 1995 (2)      |
| Тегу         | 1:2     | Канвон               |
| Кванджу      | 1:0     | Ульсан Хьонде        |

## 1/2 фіналу
| Команда 1            | Заг. | Команда 2       | 1-й матч | 2-й матч |
| -------------------- | ---- | --------------- | -------- | -------- |
| 20/27 серпня 2025    |      |                 |          |          |
| Кванджу              | :    | Пучхон 1995 (2) | :        | :        |
| Чонбук Хьонде Моторс | :    | Канвон          | :        | :        |